# Хеденстад, Вегар
Вегар Эгген Хеденстад (норв. Vegar Eggen Hedenstad; род. 26 июня 1991, Эльверум, Хедмарк) — норвежский футболист, защитник клуба «Волеренга» и сборной Норвегии.

## Клубная карьера

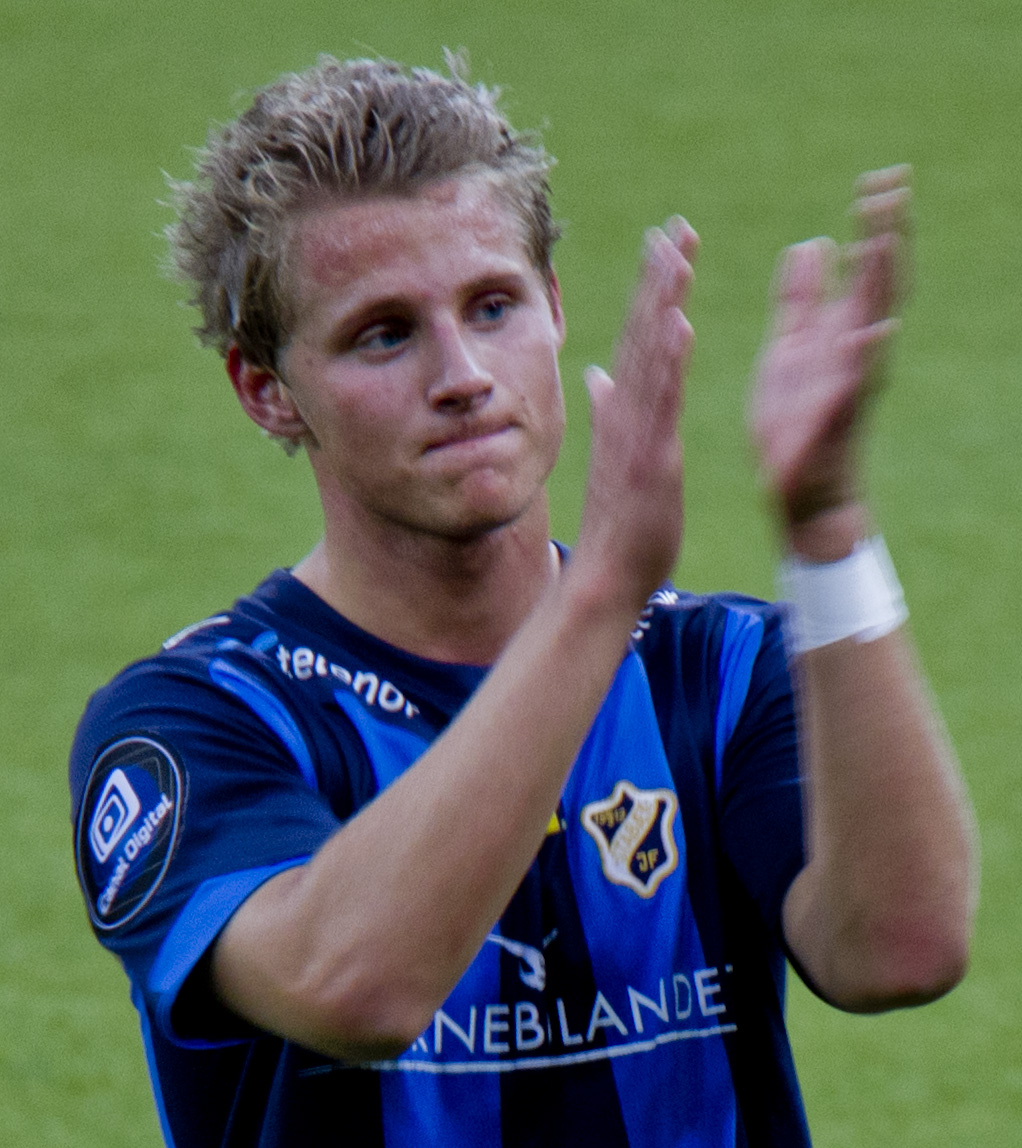
Хеденстад в форме «Стабека»

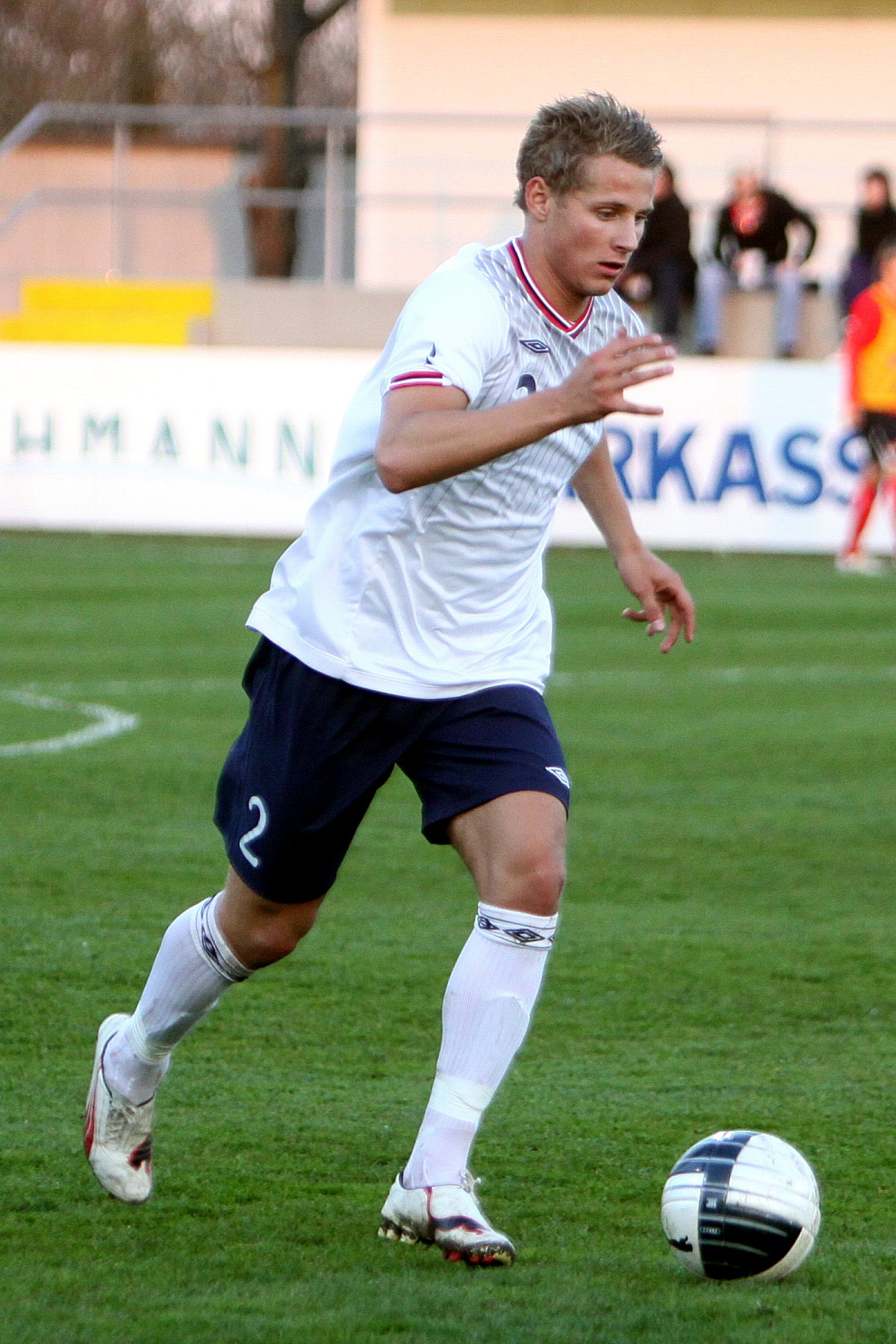
Хеденстад в поединке за молодёжную сборную Норвегии

Хеденстад родился в Эльверуме и начал карьеру в местном клубе. В 2006 году он дебютировал за взрослую команду в третьем дивизионе чемпионата Норвегии в возрасте 14 лет и был самым молодым футболистом во взрослой команде. В возрасте 16 лет Вегар приглянулся тренеру «Хам-Кама» во время товарищеского матча команд. Но Хеденстад отказался от предложения и подписал контракт со «Стабеком» в 2008 году .
7 июня в матче против «Стрёмсгодсета» он дебютировал за новый клуб в Типпелиге. Всего в первом сезоне он принял участие в трёх матчах. В 2009 году Вегар постепенно закрепился в составе и выиграл вместе с клубом чемпионат и суперкубок Норвегии. 3 марта 2010 года в матче против Олесунна он забил свой первый гол за клуб.
17 июля 2012 года Хеденстад подписал четырёхлетний контракт с немецким «Фрайбургом». Он стал вторым воспитанником «Эльверума» в Бундеслиге, после Терьо Олсена, выступавшего за леверкузенский «Байер 04» в 80-х годах. В начале товарищеского матча предсезонного турнира против венской «Аустрии», Вегар получил травму, из-за которой пропустил предсезонную подготовку. 1 сентября в матче против «Байера 04» он дебютировал за новый клуб в чемпионате Германии.
Для получения игровой практики Вегар на правах аренды перешёл в брауншвейгский «Айнтрахт». 1 августа в матче против дюссельдорфской «Фортуны» он дебютировал за новую команду. 9 ноября в поединке против «Эрцгебирге Ауэ» Хеденстад забил свой первый гол за «Айнтрахт». После возвращения из аренды Вегар сыграл несколько матчей и летом 2016 года перешёл в «Санкт-Паули». 8 августа в матче против «Штутгарта» он дебютировал за новую команду.
В начале 2017 года Хеденстад вернулся на родину, подписав контракт с «Русенборгом». 2 апреля в матче против «Одда» он дебютировал за новую команду. В том же году Вегар стал обладателем Суперкубка Норвегии.

## Международная карьера
Хеденстад выступал за сборную страны различных возрастов. 14 ноября 2012 года в товарищеском матче против сборной Венгрии Вегар дебютировал за сборную Норвегии. На турнире он сыграл три матча против сборных Израиля, Испании и Италии.
В июне 2013 года Хеденстад был включен в заявку молодёжной команды на участие в молодёжном чемпионате Европе в Израиле.

## Статистика

### Матчи Хеденстада за сборную Норвегии
| Матчи Хеденстада за сборную Норвегии | Матчи Хеденстада за сборную Норвегии | Матчи Хеденстада за сборную Норвегии | Матчи Хеденстада за сборную Норвегии | Матчи Хеденстада за сборную Норвегии | Матчи Хеденстада за сборную Норвегии |
| ------------------------------------ | ------------------------------------ | ------------------------------------ | ------------------------------------ | ------------------------------------ | ------------------------------------ |
| №                                    | Дата                                 | Соперник                             | Счёт                                 | Голы Хеденстада                      | Соревнование                         |
| 1                                    | 15 января 2012                       | Датская Суперлига                    | 1:1                                  | —                                    | Товарищеский матч                    |
| 2                                    | 21 января 2012                       | Республика Корея                     | 0:3                                  | —                                    | Товарищеский матч                    |
| 3                                    | 14 ноября 2012                       | Венгрия                              | 2:0                                  | —                                    | Товарищеский матч                    |
| 4                                    | 6 февраля 2013                       | Украина                              | 0:2                                  | —                                    | Товарищеский матч                    |

Итого: 4 матча / 0 голов; 1 победа, 1 ничья, 2 поражения.

## Достижения
«Стабек»
- Чемпионат Норвегии по футболу — 2009
- Обладатель Суперкубка Норвегии — 2009

«Русенборг»
- Обладатель Суперкубка Норвегии — 2017